# Copelatus koreanus
Copelatus koreanus är en skalbaggsart som beskrevs av Mori 1932. Copelatus koreanus ingår i släktet Copelatus och familjen dykare. Inga underarter finns listade i Catalogue of Life.